# Jelena Vlagyimirovna Szleszarenko
Jelena Vlagyimirovna Szleszarenko (oroszul: Елена Владимировна Слесаренко; Volgográd, 1982. február 28.) olimpiai bajnok orosz atléta, magasugró.

## Pályafutása
2004-ben tűnt fel a nemzetközi mezőnyben, amikor győzött a fedett pályás világbajnokságon, Budapesten. Az addig szinte ismeretlen Szleszarenkót az olimpián már a fő esélyesek között tartották számon. Athénban új olimpiai rekorddal lett bajnok. A döntőben 206-ot ugrott, négy centiméterrel nagyobbat, mint az ezüstérmes Hestrie Cloete.
A 2005-ös szezon szinte egészét, így a világbajnokságot is kénytelen volt kihagyni sérülései miatt. 2006-ban megvédte címét a fedett pályás világbajnokságon, az Európa-bajnokságon azonban csak ötödik lett. 2007-ben negyedikként zárt a világbajnokságon, majd egy évvel később a pekingi olimpián is. Utolsó jelentősebb eredménye egy ezüstérem volt a 2008-as valenciai fedett pályás világbajnokságról.
2012 januárjában bejelentette, hogy gyermeket vár és ezért kihagyja a londoni olimpiát.
Nemzetközi sikerei mellett egy-egy orosz bajnoki címet is jegyez. 2005-ben szabadtéren, 2006-ban pedig fedettpályán lett orosz bajnok.

## Egyéni legjobbjai
- Magasugrás - 2,06 m (2004)
- Magasugrás (fedett) - 2,04 m (2004)